# آلمریا ۵۸۷۹
سیارک ۵۸۷۹ (به انگلیسی: 5879 Almeria، نامگذاری:1992CH1) پنج هزار و هشتصد و هفتاد و نهمین سیارک کشف شده‌است که در ۸ فوریه ۱۹۹۲ کشف شد.
قدر مطلق سیارک برابر ۱۷٫۹۰ است.